# Jolanda Slokar
Jolanda Slokar, slovenska ekonomistka, političarka, družbeno politična delavka in humanitarka, * 26. marec 1942, Budanje, † 3. september 2019, Ljubljana.

## Življenjepis
Po maturi 1961 na srednji ekonomski šoli v Ajdovščini se je takoj zaposlila v Tovarni pohištva Meblo, leta 1974 je diplomirala na Višji ekonomsko-komercialni šoli v Mariboru. V Meblu je v letih 1980-86 vodila finančni sektor tovarne. Med leti 1986-1990 je bila predsednica Izvršnega sveta Skupščine občine Nova Gorica, prva ženska »na vladi« v zgodovini novogoriške občine. Bila je delegatka Skupščine SRS ter v letih 1982-86 delegatka v zveznem zboru skupščine SFRJ.
Od 1990-93 je delala v finančnem oddelku podjetja Primex, od leta 1993 do upokojitve 2002 je bila direktorica podjetja Adria Avto v Novi Gorici. 
Med leti 2006 in 2010 je bila mestna svetnica Mestne občine Nova Gorica.
Jolanda Slokar se je aktivno vključevala v družbeno dogajanje na Goriškem, bila zastopana v upravnih telesih podjetij in institucij. Med drugim je bila v gradbenem odboru doma pri Krnskih jezerih, osem let je bila predsednica odbojkarske ženske ekipe, predsednica odbora Otrokom prijazno mesto Nova Gorica, deset let je bila prostovoljka pri Centru za socialno delo ter predsednica operativne skupine Unicefove akcije. 